# 西条藩

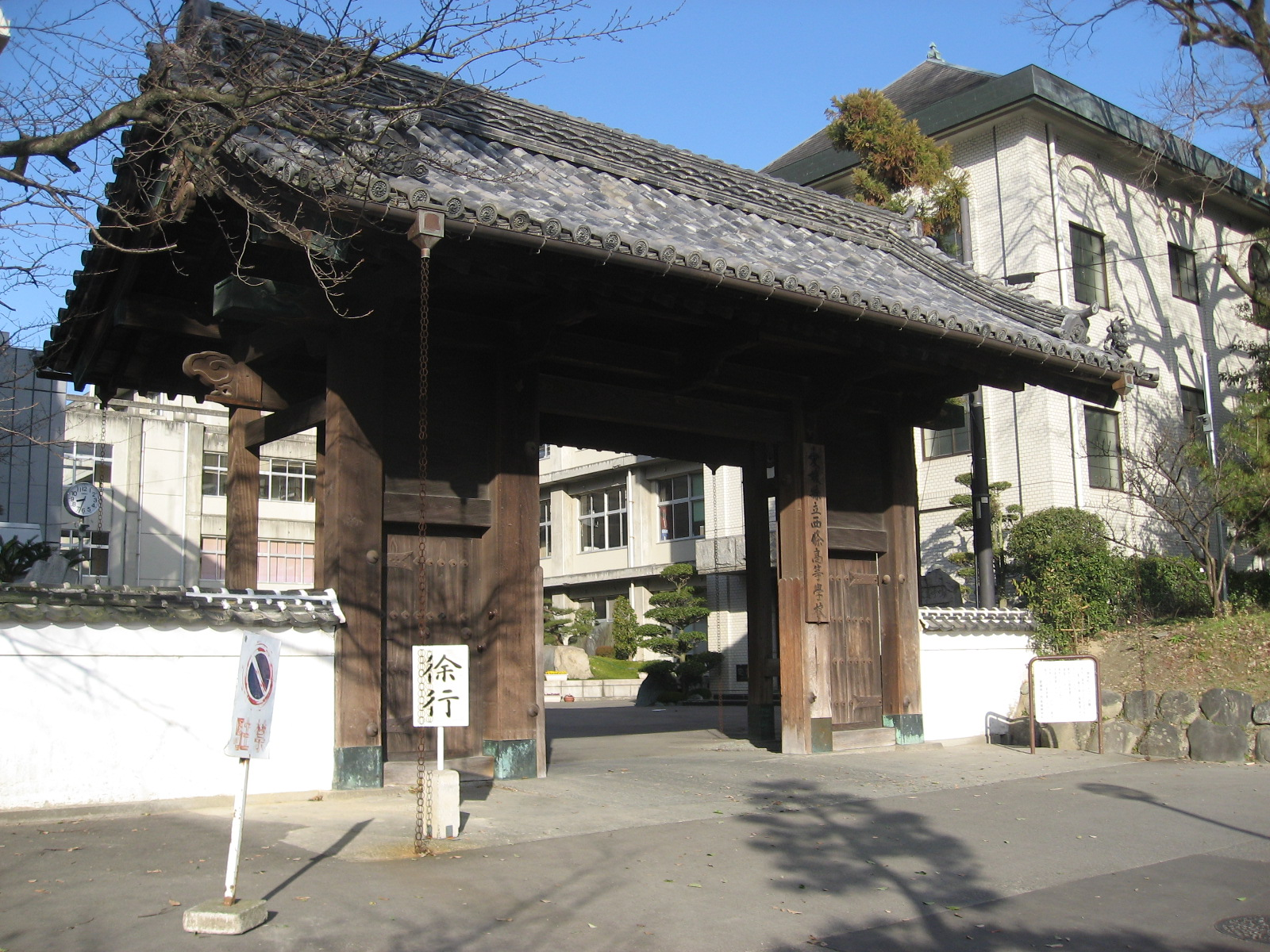
旧西条陣屋大手門（現在は県立西条高等学校正門）。寛政年間（1789年 - 1801年）の建設と推定されている。

西条藩（さいじょうはん）は、江戸時代に伊予国に存在した藩。藩庁は伊予国新居郡西条（現在の愛媛県西条市）の西条陣屋。
江戸時代初期には外様大名の一柳家が治めたが、3代約30年で改易となった。1670年、徳川御三家の一つ紀伊徳川家の一族（御連枝）が3万石で入り、和歌山藩支藩として廃藩置県まで存続した。

## 歴史
おもに郷土史の分野で、一柳氏の西条藩を「第一次西条藩」、松平氏の西条藩を「第二次西条藩」と呼ぶことがある。

### 一柳家時代
寛永13年（1636年）、伊勢神戸5万石の領主であった一柳直盛が、1万8000石の加増を受け、計6万8000石で西条に転封となる（このうち5000石を次男直家に分与しているため、6万3000石と記されることもある）。これにより伊予国新居郡・宇摩郡・周敷郡および播磨国加東郡にまたがる所領を持つ西条藩が成立するが、直盛は同年、入封の途上大坂において没した。直盛の遺領は3人の息子によって分割され、嗣子直重が3万石を相続して西条藩主となり、次男直家が2万8000石（伊予川之江藩→播磨小野藩）、三男直頼が1万石（伊予小松藩）の大名となった。
実質的に西条藩3万石を成立させたのは2代直重と言える。直重は、西条陣屋およびその陣屋町の原型を築いた。直重の子の直興は、弟の直照に5000石を分与し、西条藩は2万5000石となる。しかし寛文5年（1665年）、直興は職務怠慢や失政などを理由として改易処分を受けた。西条領はこののち徳島藩・松山藩の預かり地を経て、公儀御料（代官支配地）となった。

### 西条松平家時代
寛文10年（1670年）、和歌山藩主徳川頼宣の三男の松平頼純が3万石で入封し、再び西条藩が立てられた。この藩は和歌山藩の支藩と位置付けられた藩であり、紀伊徳川家（和歌山藩主家）が絶えた場合に備えた。後述の通り、和歌山藩との関係は緊密であった。
元禄7年（1694年）に行われた高田馬場の決闘は、西条藩士の菅野六郎左衛門と村上庄左衛門が行った決闘事件であり、堀部武庸の助太刀で評判になった。和歌山藩第5代藩主徳川吉宗が将軍となった際には西条藩第2代藩主頼致が和歌山藩を継いで徳川宗直を名乗っており、弟の頼安（のち松平頼渡）が西条藩を相続している。
第4代藩主松平頼邑は藩財政立て直しのために倹約令を出したが、病弱のため藩政改革が困難であるとして22歳で隠居し、紀伊徳川家から松平頼淳（頼致＝宗直の三男）が第5代藩主に迎えられた。この頼淳も和歌山藩を継いで徳川治貞を名乗っている。頼淳の跡は、和歌山藩主徳川宗将の子・松平頼謙が継いだ。
第8代藩主松平頼啓は、西条に藩校「択善堂」を開いた。第9代松平頼学は、頼渡以来約100年ぶりという西条入国を行うとともに、天保7年（1832年）に領内の地誌『西条誌』の編纂を命じた（完成は天保13年）。
幕末期の藩主は、第9代松平頼英である。西条松平家は徳川一門の親藩でありながら、明治維新の際にはいち早く新政府に恭順の姿勢を示し、官軍として戊辰戦争に参戦した。明治2年（1869年）の版籍奉還と同時に最後の藩主松平頼英は藩知事となり、華族に列している。
明治4年（1871年）廃藩置県により西条県となった。のち、松山県・石鉄県を経て愛媛県に編入された。
明治17年（1884年）の華族令で頼英は子爵に叙された。

## 歴代藩主

### 一柳家
外様 - 6万8千石→3万石→2万5千石（1636年 - 1665年）
| 代 | 氏名                           | 院号   | 官位            | 在職期間                           | 享年 | 出身家 |
| -- | ------------------------------ | ------ | --------------- | ---------------------------------- | ---- | ------ |
| 1  | 一柳直盛 ひとつやなぎ なおもり | 多宝院 | 従五位下 監物   | 寛永13年 1636年                    | 73   | 一柳家 |
| 2  | 一柳直重 ひとつやなぎ なおしげ | 直指院 | 従五位下 丹後守 | 寛永13年 - 正保2年 1636年 - 1645年 | 48   | 一柳家 |
| 3  | 一柳直興 ひとつやなぎ なおおき | 醰粋院 | 従五位下 監物   | 正保2年 - 寛文5年 1645年 - 1665年  | 79   | 一柳家 |

### 西条松平家
親藩御連枝 - 3万石（1670年 - 1871年）
| 代 | 氏名                         | 院号   | 官位              | 在職期間                            | 享年 | 出身家     |
| -- | ---------------------------- | ------ | ----------------- | ----------------------------------- | ---- | ---------- |
| 1  | 松平頼純 まつだいら よりずみ | 源性院 | 従四位下 左京大夫 | 寛文10年 - 正徳元年 1670年 - 1711年 | 71   | 紀伊徳川家 |
| 2  | 松平頼致 まつだいら よりよし | 大慧院 | 従四位下 左京大夫 | 正徳元年 - 正徳6年 1711年 - 1716年  | 76   | 西条松平家 |
| 3  | 松平頼渡 まつだいら よりただ | 恵日院 | 従四位下 左京大夫 | 正徳6年 - 元文3年 1716年 - 1738年   | 33   | 西条松平家 |
| 4  | 松平頼邑 まつだいら よりさと | 智性院 | 従四位下 左京大夫 | 元文3年 - 宝暦3年 1738年 - 1753年   | 50   | 西条松平家 |
| 5  | 松平頼淳 まつだいら よりあつ | 香嚴院 | 従四位下 左京大夫 | 宝暦3年 - 安永4年 1753年 - 1775年   | 62   | 紀伊徳川家 |
| 6  | 松平頼謙 まつだいら よりかた | 寿徳院 | 従四位下 式部大輔 | 安永4年 - 寛政7年 1775年 - 1795年   | 52   | 紀伊徳川家 |
| 7  | 松平頼看 まつだいら よりみ   | 広徳院 | 従四位下 雅楽頭   | 寛政7年 - 寛政9年 1795年 - 1797年   | 24   | 西条松平家 |
| 8  | 松平頼啓 まつだいら よりゆき | 秀徳院 | 従四位下 式部大輔 | 寛政9年 - 天保3年 1797年 - 1832年   | 64   | 西条松平家 |
| 9  | 松平頼学 まつだいら よりさと | 智徳院 | 従四位上 侍従     | 天保3年 - 文久2年 1832年 - 1862年   | 58   | 西条松平家 |
| 10 | 松平頼英 まつだいら よりひで | -      | 従四位上 左京大夫 | 文久2年 - 明治4年 1862年 - 1871年   | 63   | 西条松平家 |

※全藩主が左近衛権少将に任命されている。

## 幕末の領地
- 伊予国
  - 宇摩郡のうち - 15村　
  - 新居郡のうち - 43村
  - 周布郡のうち - 3村

## 西条松平家時代の藩政
西条松平家の西条藩は和歌山藩の支藩であり、軍役は本藩に組み込まれ、藩財政も本藩の支援を受けた。地理的条件にもかかわらず西条は特に本藩との結びつきが強く、藩士や家族が江戸と国許を行き来する際には和歌山を経由するのが常であった。また藩主だけでなく家臣間の移動も密であった。
松平家は定府大名であり、藩主が領国に入る機会は少なかった。初代藩主頼純の西条入りは、入封した寛文10年（1670年）をはじめとして、約40年の治世で5回である。しかし、西条松平氏10代200年の歴史で合計9回であり、正徳4年（1714年）に松平頼致、享保14年（1729年）に松平頼安、天保6年（1835年）に松平頼学、文久3年（1863年）に松平頼久が入国したに過ぎない。

## ゆかりの人物
- 松平頼雄 (西条藩嫡子)
- 山井崑崙 - 儒学者、江戸詰藩士として召し抱えられる。
- 都筑馨六 - 藩士、のち法学博士、男爵
- 高橋筅次郎 - 藩士、剣術家